# Current de Kansas City
Maillots
Actualités
Le Current de Kansas City (en anglais : Kansas City Current) est une franchise de soccer professionnelle américaine basée à Kansas City, dans le Missouri, fondée en 2020 évoluant en National Women's Soccer League.

## Histoire

### Contexte
La ville de Kansas City était représentée en NWSL jusqu'en 2017, avant que le double champion FC Kansas City ne cesse ses activités et que ses joueuses soit transférées aux Royals de l'Utah. Trois ans plus tard, les Royals doivent également cesser leur activité. Un groupe de propriété basé à Kansas City dirigé par les financiers Angie et Chris Long créé une nouvelle équipe avec les joueuses des Royals le 7 décembre 2020. Les Long nomment Huw Williams (en), ancien manager général du FC Kansas City, comme premier entraîneur de l'équipe.

### Nom
En raison du court délai entre la fondation de l'équipe et la saison 2021 de la NWSL, les propriétaires annoncent en janvier 2021 que l'équipe jouerait sa saison inaugurale sous le nom temporaire « KC NWSL » avec un logo et des couleurs temporaires. Un processus complet de développement de la marque aura lieu afin qu'un nom d'équipe permanent, un écusson et des couleurs soient en place pour la saison NWSL 2022.
Juste avant le dernier match de la saison régulière 2021, le club annonce ses nouveaux nom et blason. La franchise se nomme désormais le Kansas City Current, en référence au Missouri, le long duquel sera construit le nouveau stade, et qui apparait également sur le nouveau blason. Ce dernier conserve le rouge et le bleu initiaux ainsi que les deux étoiles symbolisant les états du Kansas et du Missouri.

## Stade
En 2021, Kansas City a disputé ses matchs au Field of Legends à Kansas City,. Le stade a une capacité de 10 385 places pour les matchs de soccer. En 2022, le nouveau baptisé Current a déplacé ses matchs à domicile de l'autre côté de la frontière au Kansas, partageant le Children's Mercy Park à Kansas City avec le Sporting de Kansas City.
À la fin de la saison régulière, le club annonce la construction d'un nouveau stade, le premier du pays construit spécifiquement pour le football féminin. Situé sur les bords du Missouri, son budget prévu est de 70 M€ pour une capacité de 11 000 places. Il s'accompagne d'un centre d'entraînement (15 M€),.
En mai 2022, la capacité prévue du nouveau stade a été portée à 11 500 places et le budget à 111 M€. Le 19 octobre 2023, le club a annoncé un accord de parrainage de 10 ans avec la compagnie ferroviaire Canadien Pacifique Kansas City, en vertu duquel le nouveau stade a été rebaptisé CPKC Stadium.

### Entraîneurs
Le tableau suivant présente la liste des entraîneurs du club depuis 2021.
| Rang | Entraîneur   | Nationalité    | Début           | Fin              | Matchs | Victoires | Nuls | Défaites | % victoires | Palmarès |
| ---- | ------------ | -------------- | --------------- | ---------------- | ------ | --------- | ---- | -------- | ----------- | -------- |
| 1    | Huw Williams | Pays de Galles | 29 janvier 2021 | 18 novembre 2021 | 24     | 3         | 14   | 7        | 12,50 %     |          |
| 2    | Matt Potter  | Angleterre     | 11 janvier 2022 | 19 avril 2023    |        |           |      |          | %           |          |

## Logos

Logo en 2021.
Logo à partir de 2022.

## Supporters
Le Blue Crew, un groupe de supporters du défunt FC Kansas City, annonce son intention de soutenir la nouvelle équipe NWSL à Kansas City.